# Quercus gentryi
Quercus gentryi är en bokväxtart som beskrevs av Cornelius Herman Müller. Quercus gentryi ingår i släktet ekar, och familjen bokväxter. Inga underarter finns listade.